# Tai Si
Tai Si (in cinese: 太姒S; XII secolo a.C. – XI secolo a.C.) era la moglie di Wen Wang ed è ricordata come una donna molto rispettata nell'antica Cina.
Era un discendente di Yu il Grande - fondatore della dinastia Xia - e aveva dieci figli, tra cui Wen Wang - fondatore della dinastia Zhou - e suo fratello minore, il duca di Zhou.
Tai Si era particolarmente rispettato da Wu Zetian, l'unica imperatrice a regnare come sovrana nella storia cinese e, durante il suo regno, Tai Si e il re Wen furono chiamati postumo il tempio "Shizu" (in cinese , 始祖; letteralmente, "antenato fondatore") nel 690 d.C.

## Biografia
Si ritiene che sia nato nel clan Youxin (in cinese, 有莘氏) con il nome ancestrale Si, nell'attuale Heyang, nella provincia di Shaanxi.Lo storico Sima Qian della dinastia Han scrisse che proveniva dall'antico Stato di Qi o dallo Stato di Zeng, entrambi nell'area che oggi comprende la provincia di Henan.
La storia tradizionale di come Tai Si divenne regina spiega che mentre il futuro re Wen di Zhou, nato Chang, un giorno stava camminando lungo la riva del fiume Wei un giorno incontrò Tai Si. La sua bellezza affascinò così tanto Chang che inizialmente pensò che fosse una dea o un angelo. Tai Si ha dimostrato di essere una donna benevola e saggia con gusti semplici, e Chang ha deciso di sposarla. Poiché non c'era alcun ponte sul fiume Wei, Chang ne costruì uno assemblando una serie di chiatte in modo tale da formare un percorso galleggiante attraverso il fiume. Tai Si rimase colpito e si sposarono.
Secondo i registri dopo che Tai Si si è unita alla famiglia di suo marito, è stata rapidamente accettata dalle altre donne della famiglia reale a causa della sua etica lavorativa, diligenza e carattere. Lei e il re avevano dieci figli, e si dice che Tai Si fosse una madre e un'insegnante eccezionali, così che tutti i suoi figli erano uomini virtuosi e saggi.

## Nella letteratura
Si dice che nel Guan Ju, la famosa ode di apertura del Libro delle Odi, la descrizione di una bellissima fanciulla che raccoglie erbe sulla riva di un fiume amata da un giovane principe, si riferisca al primo incontro tra Tai Si e il principe sul fiume Wei.